# Neopantopsalis thaumatopoios
Espèce
Neopantopsalis thaumatopoios est une espèce d'opilions eupnois de la famille des Neopilionidae.

## Distribution
Cette espèce est endémique de Nouvelle-Galles du Sud en Australie. Elle se rencontre dans le parc national de la Nouvelle-Angleterre.

## Description
La carapace du mâle holotype mesure 3,72 mm de long sur 3,16 mm.

## Systématique et taxinomie
Cette espèce a été décrite par Taylor et Hunt en 2009.

## Publication originale
- Taylor & Hunt, 2009 : « New genus of Megalopsalidinae (Arachnida: Opiliones: Monoscutidae) from north-eastern Australia. » Zootaxa, no 2130, p. 41–59.